# برنت لیک (نیویورک)
برنت لیک (به انگلیسی: Brant Lake) یک منطقهٔ مسکونی در ایالات متحده آمریکا است که در نیویورک واقع شده‌است.